# 2-アミノムコン酸デアミナーゼ
2-アミノムコン酸デアミナーゼ(2-aminomuconate deaminase, EC 3.5.99.5)は、以下の化学反応を触媒する酵素である。
2-アミノムコン酸 + 水 {\displaystyle \rightleftharpoons } 4-オキサロクロトン酸 + アンモニア
従って、この酵素の2つの基質は、2-アミノムコン酸と水、一方、2つの生成物は、4-オキサロクロトン酸とアンモニアである。
この酵素は、加水分解酵素の中で、ペプチド結合以外の炭素-窒素結合、特に特にEC番号3.5に分類されていない化合物に作用するものとして分類される。系統名は、2-アミノムコン酸 アミノヒドロラーゼ(2-aminomuconate aminohydrolase)である。トリプトファン代謝に関与している。